# 史帝文斯湖 (華盛頓州)
史帝文斯湖（Lake Stevens）位於美國華盛頓州斯诺霍米什县，圍繞著與其同名的湖泊。本市位在马里斯维尔的東南邊、斯诺霍米什的北邊、埃弗里特的東邊。2010年美國人口普查時人口為28,069人，比合併前增加許多。

## 資料來源
1. ↑  . United States Census Bureau.   [2008-01-31].
2. ↑  . United States Geological Survey. 2007-10-25  [2008-01-31].

## 外部連結
- City of Lake Stevens （页面存档备份，存于）
- Lake Stevens Online （页面存档备份，存于）
- Lake Stevens Journal
- Lake Stevens School District （页面存档备份，存于）
- Lake Stevens High School （页面存档备份，存于）
- Lake Stevens Rowing Club （页面存档备份，存于）
- Lake Stevens Weather